# 山东—韩国关系
山東與韓國關係（：／），簡稱魯韓關係，為中国山东省与韩国間之關係。兩地距离较近，自古以来交流活跃。韩国华人中，90%以上是山东人，而在山东的韩国人数超10万。1993年山东省与韩国庆尚南道缔结为友城，1994年韓國在山東省設置韩国驻青岛总领事馆。截至2010年鲁韩共有19对省、地、县级友好城市。

## 历史
自秦汉以来，山东半岛即与朝鲜半岛有交往。例如：青州嵎夷与朝鲜半岛、辰韩与山东半岛及徐福东渡的关系；山东半岛在新罗统一中的作用和地位(山東有新羅統一時代的新羅坊)，驻青州押新罗渤海两蕃使对中韩关系的影响，山东半岛在朝鲜“壬辰战争”中的贡献等等。
元封二年秋，汉武帝派楼船军五万多人，从山东烟台出发，横渡黄海，在朝鲜西海岸登陆。历时一年，最终在朝鲜半岛设置真番、临屯、玄菟、乐浪四郡进行统治。

## 友好城市

### 省级
- 韓國慶尚南道 (1993年9月8日)

### 地级（包括副省级）
| 山东 | 韩国         | 时间           |
| ---- | ------------ | -------------- |
| 济南 | 水原市       | 1993年10月27日 |
| 青岛 | 大邱廣域市   | 1993年12月4日  |
| 淄博 | 廣州市       | 2003年12月5日  |
| 烟台 | 群山市       | 1994年11月3日  |
| 东营 | 三陟市       | 1999年3月24日  |
| 潍坊 | 安養市       | 1995年4月20日  |
| 泰安 | 泰安郡       | 1997年4月23日  |
| 威海 | 麗水市       | 1995年2月27日  |
| 临沂 | 昌原市鎮海区 | 2003年10月25日 |
| 聊城 | 宜寧郡       | 2001年6月7日   |
| 德州 | 始興市       | 2005年5月18日  |
| 菏泽 | 金浦市       | 2005年6月28日  |

## 经贸
从1998年韩国开始到山东投资。到2007年，韩国是山东第一大进口来源国和第四大出口市场。2012年，山东有5800多家韩国企业。截至2015年，韩国对山东累积投资额达316亿美元，投资规模位居中国省市第二位；韩国与山东贸易额达325亿美元，相当于韩国的第6大贸易伙伴国。